# Lusminki
Lusminki är en sjö i Finland. Den ligger i kommunen Kuusamo i landskapet Norra Österbotten, i den nordöstra delen av landet, 700 km norr om huvudstaden Helsingfors. Lusminki ligger 274,5 meter över havet. Den är 10,9 meter djup. Arean är 70,3 hektar och strandlinjen är 6,55 kilometer lång. Sjön  ingår i Kems huvudavrinningsområde.   Den ligger vid sjön Naamankajärvi. 
I övrigt finns följande vid Lusminki:
- Kovajärvi (en sjö)